# NGC 966
NGC 966 是鲸鱼座的一個星系。